# Сенсорна депривація

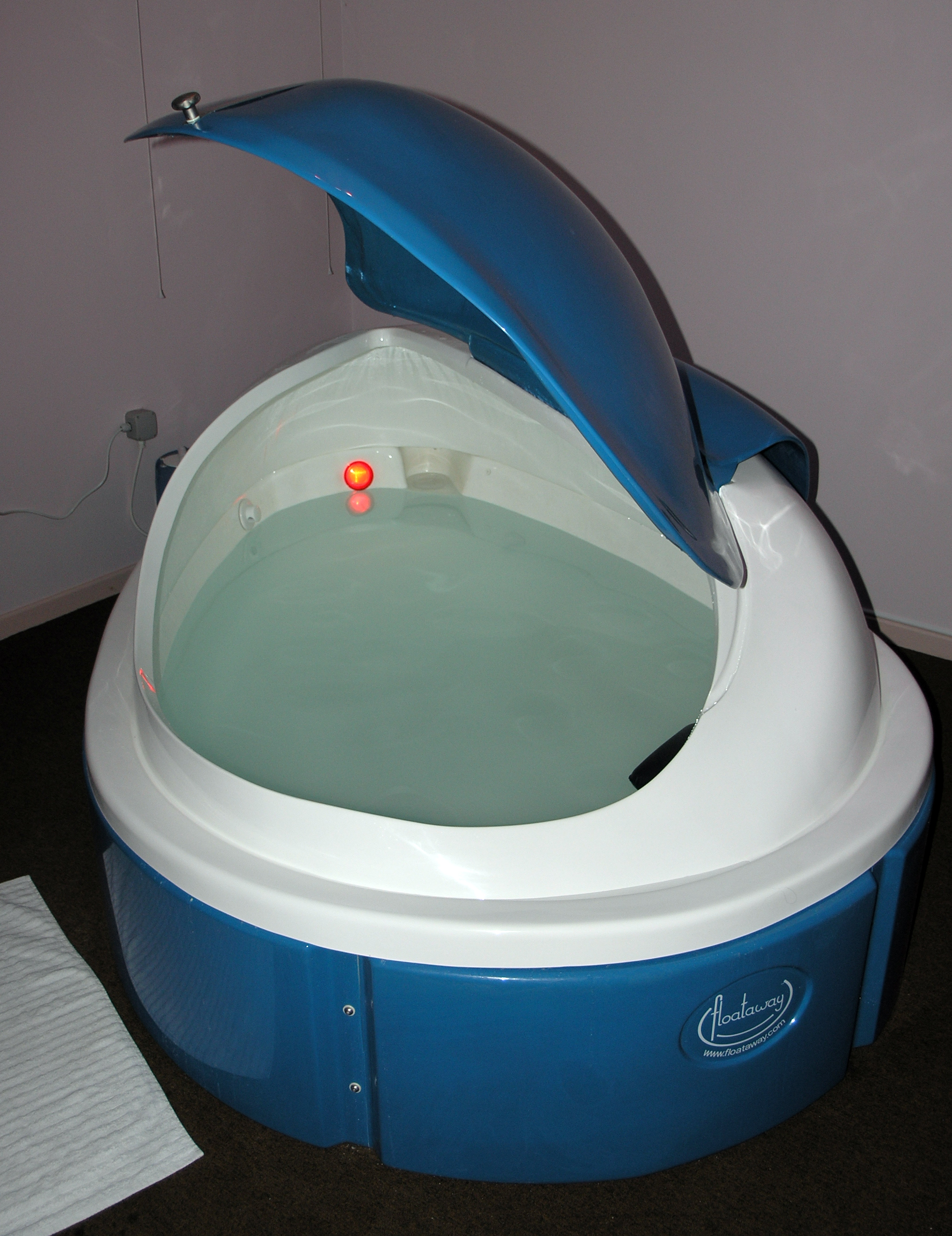
Камера сенсорної депривації. Північна Ірландія.

Се́нсорна деприва́ція (англ. sensory deprivation) — часткове або повне позбавлення зовнішнього впливу на одне або більше органів чуття. Найпростіші пристрої для сенсорної депривації, як-от пов'язка на очі або заглушки для вух, зменшують або усувають вплив на зір і слух, тоді як складніші пристрої можуть «вимикати» нюх, дотик, смак, температурні рецептори й вестибулярний апарат. Сенсорна депривація використовується в нетрадиційній медицині, йозі, медитації, психологічних експериментах (наприклад, з камерою сенсорної депривації), а також для тортур і покарань. Вона також може застосовуватися в практиках БДСМ, у рамках сесії.
Короткі періоди сенсорної депривації мають розслабний вплив на людину, запускають процеси внутрішнього підсвідомого аналізу, структурування і сортування інформації, процеси самоналаштування і стабілізації психіки, тоді як тривале позбавлення зовнішніх подразників може призвести до надзвичайного неспокою, галюцинацій, депресії та асоціальної поведінки.

## Камера сенсорної депривації
Камера сенсорної депривації — звуко- та світлонепроникний бак, де людина плаває в солоній воді, щільність якої дорівнює щільності тіла і температура якої дуже близька до температури тіла. Така камера була вперше використана Джоном Ліллі в 1954 році для вивчення ефектів сенсорної депривації. Такі камери також використовуються для медитації, розслаблення і в нетрадиційній медицині.